# Jia Zongyang
Jia Zongyang (chinesisch 贾宗洋, Pinyin Jiǎ Zōngyáng, * 1. März 1991 in Fushun) ist ein chinesischer Freestyle-Skier. Er ist auf die Disziplin Aerials (Springen) spezialisiert. Sein bisher größter Erfolg ist der Gewinn der Weltcup-Disziplinenwertung der Saison 2012/13.

## Biografie
Jia debütierte am 20. Dezember 2008 im Freestyle-Skiing-Weltcup und erreichte im chinesischen Skigebiet Adventure Mountain sogleich den vierten Platz. Zwei Monate später holte er an der Winter-Universiade in Harbin-Yabuli die Goldmedaille; allerdings sollte dieser Erfolg nicht überbewertet werden, da das Teilnehmerfeld sehr klein war. Zum Auftakt der darauf folgenden Saison 2009/10 gewann er am 20. Dezember 2009 in Changchun sein erstes Weltcupspringen, drei Wochen später folgte in Calgary der nächste Sieg. Bei den Olympischen Winterspielen 2010 wurde er Sechster. Im Weltcupwinter 2010/11 gelang ihm ein Sieg in Beida Lake, außerdem gewann er bei den Winter-Asienspielen 2011 in Almaty die Goldmedaille.
In der Saison 2011/12 gewann Jia drei Weltcupspringen in Lake Placid, Deer Valley und Moskau, womit er in der Aerials-Disziplinenwertung den zweiten Platz belegt. Nach drei Weltcupsiegen (in Moskau und zweimal in Changchun) zu Beginn der Saison 2012/13 gehörte er vor den Weltmeisterschaften 2013 in Voss zu den meistgenannten Favoriten, konnte die Erwartungen aber nicht ganz erfüllen und gewann die Bronzemedaille. Hingegen entschied er die Aerials-Disziplinenwertung des Weltcups für sich. Nachdem er zum Auftakt der Weltcupsaison 2013/14 zweimal Dritter geworden war, gewann er bei den Olympischen Winterspielen 2014 in Sotschi eine weitere Bronzemedaille.
Jias bestes Ergebnis in der Weltcupsaison 2014/15 war ein vierter Platz, während er sich bei den Weltmeisterschaften 2015 am Kreischberg als Sechster klassierte. Nachdem er den gesamten Winter 2015/16 pausiert hatte, kehrte er im Dezember 2016 in den Weltcup zurück. Bestes Ergebnis der Weltcupsaison 2016/17 war ein sechster Platz. Bei den Weltmeisterschaften 2017 in der Sierra Nevada verpasste er als Vierter knapp einen Medaillengewinn. Zum Auftakt der Weltcupsaison 2017/18 siegte er zweimal im Skiresort Secret Garden, einen Monat später auch in Lake Placid. Damit belegte er in der Aerials-Disziplinenwertung den zweiten Rang. Bei den Olympischen Winterspielen 2018 in Pyeongchang musste er sich knapp dem Ukrainer Oleksandr Abramenko geschlagen geben und gewann die Silbermedaille.

## Erfolge

### Olympische Spiele
- Vancouver 2010: 6. Aerials
- Sotschi 2014: 3. Aerials
- Pyeongchang 2018: 2. Aerials
- Peking 2022: 2. Aerials (Mixed)

### Weltmeisterschaften
- Voss 2013: 3. Aerials
- Kreischberg 2015: 6. Aerials
- Sierra Nevada 2017: 4. Aerials

### Weltcupwertungen
| Saison  | Gesamt | Gesamt | Aerials | Aerials |
| Saison  | Platz  | Punkte | Platz   | Punkte  |
| ------- | ------ | ------ | ------- | ------- |
| 2008/09 | 86.    | 10     | 28.     | 58      |
| 2009/10 | 9.     | 41     | 3.      | 246     |
| 2010/11 | 10.    | 41     | 4.      | 288     |
| 2011/12 | 6.     | 45     | 2.      | 452     |
| 2012/13 | 5.     | 59     | 1.      | 414     |
| 2013/14 | 28.    | 30     | 9.      | 150     |
| 2014/15 | 55.    | 18     | 14.     | 123     |
| 2016/17 | 72.    | 18,57  | 16.     | 130     |
| 2017/18 | 6.     | 54,83  | 2.      | 329     |
| 2019/20 | 34.    | 30,43  | 8.      | 213     |

### Weltcupsiege
Jia errang bisher 18 Podestplätze, davon 12 Siege:
| Nr. | Datum             | Ort           | Land     |
| --- | ----------------- | ------------- | -------- |
| 1   | 20. Dezember 2009 | Changchun     | China    |
| 2   | 10. Januar 2010   | Calgary       | Kanada   |
| 3   | 17. Dezember 2010 | Beida Lake    | China    |
| 4   | 20. Januar 2012   | Lake Placid   | USA      |
| 5   | 3. Februar 2012   | Deer Valley   | USA      |
| 6   | 10. März 2012     | Moskau        | Russland |
| 7   | 5. Januar 2013    | Changchun     | China    |
| 8   | 18. Januar 2013   | Lake Placid   | USA      |
| 9   | 19. Januar 2013   | Lake Placid   | USA      |
| 10  | 16. Dezember 2017 | Secret Garden | China    |
| 11  | 17. Dezember 2017 | Secret Garden | China    |
| 12  | 19. Januar 2018   | Lake Placid   | USA      |

### Weitere Erfolge
- 1. Platz Winter-Asienspiele 2011
- 1. Platz Winter-Universiade 2009
- 1 Podestplatz im Europacup